# Carlos Reusch
Carlos Ernesto Reusch (ur. 20 października 1943 roku w  Cerro Las Rosas) – argentyński kierowca wyścigowy.

## Kariera
Reusch rozpoczął karierę w międzynarodowych wyścigach samochodowych w 1966 roku od startów w klasie 2 Turismo Nacional (TN) Argentina, gdzie zdobył tytuł mistrzowski. W późniejszych latach Argentyńczyk pojawiał się także w stawce F1 Mecanica Argentina, urismo Carretera Argentina, Torneio Internacional de Formule 2 do Brasil, Europejskiej Formuły 2, IMSA Camel GTO oraz IMSA GTU Championship.
W Europejskiej Formule 2 Argentyńczyk startował w latach 1971-1972. W pierwszym sezonie startów z dorobkiem trzech punktów uplasował się na siedemnastej pozycji w klasyfikacji generalnej. Rok później podczas wyścigu na włoskim torze Autodromo di Pergusa stanął na najniższym stopniu podium. Uzbierane jedenaście punktów dało mu jedenaste miejsce w końcowej klasyfikacji kierowców.